# Annamalai University

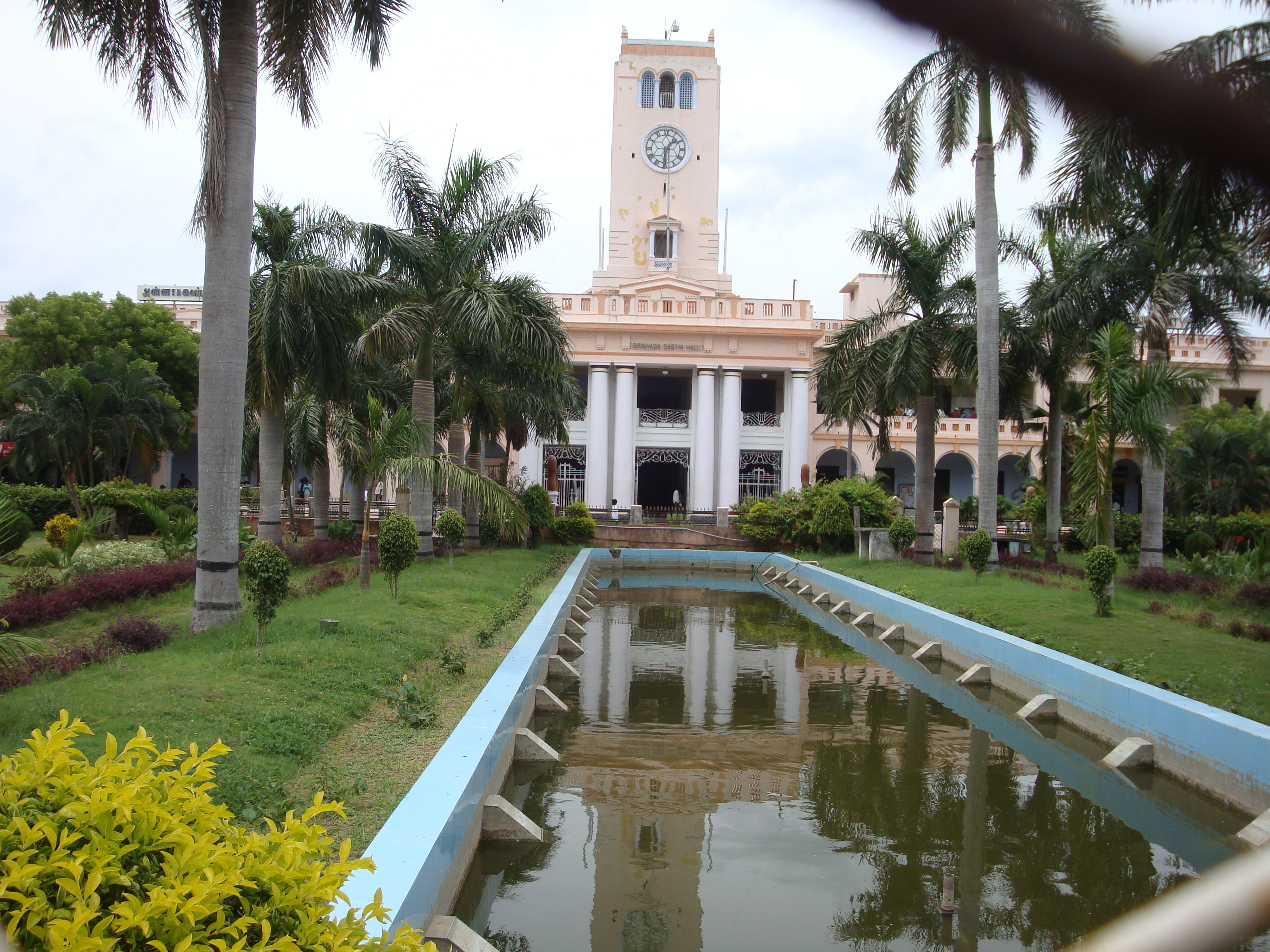
Hauptgebäude der Annamalai University

Die Annamalai University (Tamil: அண்ணாமலைப் பல்கலைக்கழகம் Aṇṇāmalaip palkalaikkaḻakam) ist eine Universität im indischen Bundesstaat Tamil Nadu. Sie befindet sich in Annamalai Nagar am Rand der Stadt Chidambaram im Distrikt Cuddalore. Die Universität wurde formell 1928 gegründet, nahm 1929 ihren Lehrbetrieb auf und trägt ihren Namen nach ihrem Stifter Annamalai Chettiar. Heute wird sie vom Bundesstaat Tamil Nadu getragen.
Die Vorgängerinstitution der Annamalai University war das 1920 gegründete Sri Meenakshi College. Es wurde von Annamalai Chettiar (1881–1948), einem reichen Geschäftsmann und Philanthropen. aus der Kaste der Chettiar gestiftet. Als Ort wählte Annamalai Chettiar Chidambaram, das wegen des Nataraja-Tempels große religiöse Bedeutung besitzt. Im selben Jahr verlieh die britische Kolonialregierung Annamalai Chettiar wegen seiner Verdienste um die Universitätsgründung den erblichen Ehrentitel „Raja von Chettinad“. Bis zu seinem Tod war Annamalai Chettiar Prokanzler der Universität.
Im Jahr 1929 startete die Universität mit 7 Abteilungen (departments). Heute sind es 49, die auf 10 Fakultäten verteilt sind. Dies sind die Fakultäten für Geisteswissenschaften, Naturwissenschaften, Meereswissenschaften, indische Sprachen, Ingenieurwissenschaften, Bildungswissenschaften, Kunst, Agrarwissenschaften, Medizin und Zahnmedizin. Ihr ausgedehnter Campus hat eine Fläche von über vier Quadratkilometern und befindet sich in Annamalai Nagar rund drei Kilometer östlich des Stadtzentrums von Chidambaram. Heute hat die Annamalai University rund 37.000 Studierende (Stand 2013).